# Ananias Eloi Castro Monteiro
Ananias Eloi Castro Monteiro (São Luís, 20 gennaio 1989 – La Unión, 28 novembre 2016) è stato un calciatore brasiliano, di ruolo attaccante.

## Carriera
Ha giocato in Série A con Portuguesa, Sport Recife e Chapecoense.
È deceduto, insieme a gran parte della squadra, altri passeggeri e componenti dell'equipaggio, in seguito ad un incidente aereo avvenuto il 28 novembre in Colombia, mentre si stava recando con la squadra a Medellín per disputare la finale della Coppa Sudamericana.

## Palmarès

### Club

#### Competizioni statali
- Campionato Pernambucano: 1

Sport Recife: 2014
- Copa do Nordeste: 1

Sport Recife: 2014
- Campionato Catarinense: 1

Chapecoense: 2016

#### Competizioni nazionali
- Campeonato Brasileiro Série B: 2

Portuguesa: 2011
Palmeiras: 2013
- Campionato brasiliano: 1

Cruzeiro: 2013

#### Competizioni internazionali
- Coppa Sudamericana: 1

Chapecoense: 2016 (postumo)